# Зміївська районна рада
Зміївська районна рада Харківської області  — орган місцевого самоврядування Зміївського районну Харківської області з центром у місті Зміїв.
Зміївська районна рада, це представницький орган, що здійснює функції та повноваження місцевого самоврядування, визначені Конституцією України і законами України, створює свої виконавчі органи та обирає голову ради. Зміївська районна рада будує свою роботу на системній і конструктивній співпраці з народними депутатами та депутатами всіх рівнів, а також, безумовно, з Харківськими обласною та районною державними адміністраціями.

## Керівництво
- Голова — Тімофєєва Тетяна Володимирівна
- Керуючий справами — Пилипенко Олена Анатоліївна

## Постійні комісії
- Постійна комісія з питань бюджету, соціально-економічного розвитку району та спільної власності територіальних громад району
- Постійна комісія з питань розвитку місцевого самоврядування, регламенту, регуляторної політики, законності, депутатської діяльності, боротьби з корупцією та злочинністю
- Постійна комісія з  питань аграрної політики,  земельних відносин та природокористування
- Постійна комісія з питань промисловості, житлово-комунального господарства, будівництва, розвитку інфраструктури, транспорту, шляхів, зв'язку, екології, надзвичайних ситуацій та ліквідації їх наслідків
- Постійна комісія з  питань освіти, культури, духовності, соціальної політики, молодіжної політики, спорту, охорони здоров'я, забезпечення прав людини, свободи слова та інформації

## Групи та фракції
- Фракція Політичної партії «За життя» (голова фракції Настояща Надія Іванівна)
- Фракція партії «Блок Петра Порошенка «СОЛІДАРНІСТЬ» (голова фракції Дмитренко Сергій Михайлович)
- Фракція партії «ВО «Батьківщина» (голова фракції Пашкова Лілія Анатоліївна)
- Фракція Політичної партії «Відродження» (голова фракції Челапко Денис Валерійович)

Зміївська районна рада спільно з міськими, селищними, сільськими радами району бере активну участь у роботі Асоціації органів місцевого самоврядування Харківської області.

## Офіційний сайт Зміївської районної ради Харківської області
- https://zmiev-rayrada.gov.ua/ [Архівовано 29 березня 2020 у Wayback Machine.]